# TOUCH DOWN (曲)
「TOUCH DOWN」（タッチダウン）は、清水宏次朗が1988年に発売した9枚目のシングル。

## 解説
テレビ朝日系ドラマ「ニュータウン仮分署」主題歌として、番組エンディングに使用された。オリジナル・アルバム未収録。

## 収録曲
両曲作詞：松本隆、作曲：鈴木キサブロー、編曲：杉柾夫、K-Family
A面
1. TOUCH DOWN（4分22秒）

B面
1. 永遠は一秒のkiss（3分56秒）

## 収録アルバム
- 自然（1989年）
- 歩み〜Story〜（2011）-　「TOUCH DOWN～2011」としてセルフカバー。

## 発売履歴
| 発売日        | レーベル             | 規格  | 規格品番 |
| ------------- | -------------------- | ----- | -------- |
| 1988年2月10日 | ワーナー・パイオニア | EP    | L-1828   |
| 1988年2月10日 | ワーナー・パイオニア | CT    | LKC-2054 |
| 1988年2月25日 | ワーナー・パイオニア | 8cmCD | 10SL-102 |